# 埃比尼泽·霍华德

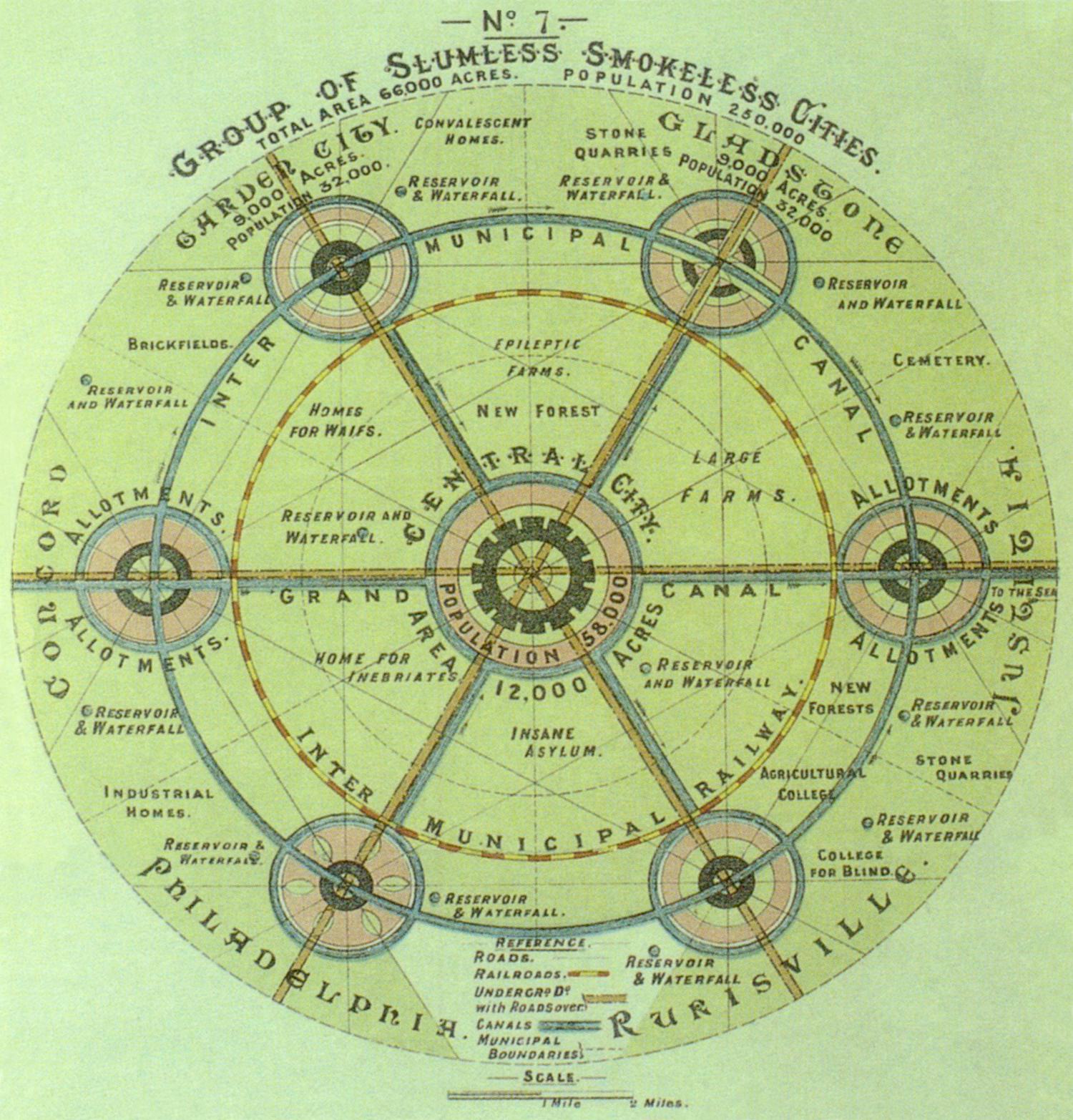
他于1902年提出的田园城市概念

埃比尼泽·霍华德 OBE（1850年1月29日—1928年5月1日），英国城市学家、社会活动家，“田园城市”运动的创始人、现代城市规划的奠基人之一。他最为知名的著作是其1898年出版的《明日的田园城市》（Garden Cities of To-morrow）。他提出的理想主义与现实主义结合的田园城市，开创了现代意义上的城市规划，即現今的新市鎮。

## 外部連結
维基共享资源上的相關多媒體資源：埃比尼泽·霍华德